# Kanton Châtelaillon-Plage
Der Kanton Châtelaillon-Plage ist ein französischer Kanton im Département Charente-Maritime und in der Region Nouvelle-Aquitaine. Er umfasst acht Gemeinden aus den Arrondissements La Rochelle und Rochefort. Bei der landesweiten Neuordnung der französischen Kantone wurde er 2015 neu geschaffen.

## Gemeinden
Der Kanton besteht aus acht Gemeinden mit insgesamt 22.538 Einwohnern (Stand: 1. Januar 2022) auf einer Gesamtfläche von 100,71 km²:
| Gemeinde                  | Einwohner 1. Januar 2022 | Fläche km² | Dichte Einw./km² | Code INSEE | Postleitzahl | Arrondissement |
| ------------------------- | ------------------------ | ---------- | ---------------- | ---------- | ------------ | -------------- |
| Angoulins                 | 4.147                    | 7,86       | 528              | 17010      | 17690        | La Rochelle    |
| Châtelaillon-Plage        | 6.440                    | 6,59       | 977              | 17094      | 17340        | La Rochelle    |
| Fouras                    | 4.124                    | 9,51       | 434              | 17168      | 17450        | Rochefort      |
| Île-d’Aix                 | 196                      | 1,19       | 165              | 17004      | 17123        | La Rochelle    |
| Saint-Laurent-de-la-Prée  | 2.285                    | 27,51      | 83               | 17353      | 17450        | Rochefort      |
| Saint-Vivien              | 1.411                    | 8,27       | 171              | 17413      | 17220        | La Rochelle    |
| Salles-sur-Mer            | 2.427                    | 14,03      | 173              | 17420      | 17220        | La Rochelle    |
| Yves                      | 1.508                    | 25,75      | 59               | 17483      | 17340        | La Rochelle    |
| Kanton Châtelaillon-Plage | 22.538                   | 100,71     | 224              | 1703       | –            | –              |

## Politik
| Vertreter im Departementrat | Vertreter im Departementrat      | Vertreter im Departementrat |
| Amtszeit                    | Namen                            | Partei                      |
| --------------------------- | -------------------------------- | --------------------------- |
| 2015–                       | Sylvie Marcilly Stéphane Villain | UMP                         |